# Hubert Weber (Politiker)
Hubert Weber (* 10. Mai 1929 in Bad Kissingen; † 25. November 2017) war ein deutscher Jurist und Politiker (SPD).

## Leben und Beruf
Nach dem Abitur am Gymnasium nahm Weber ein Studium der Rechtswissenschaften an den Universitäten Würzburg und Köln auf, das er 1953 mit dem ersten und 1957 mit dem zweiten juristischen Staatsexamen sowie 1963 mit der Promotion zum Dr. jur. beendete. Er arbeitete als Rechtsanwalt und war von 1960 bis 1969 Richter des Verfassungsgerichtshofes von Nordrhein-Westfalen. 
Weber war von 1956 bis 1961 Ratsmitglied der Stadt Köln. Dem Deutschen Bundestag gehörte er von 1969 bis 1980 an. Im Parlament vertrat er den Wahlkreis Köln III.
Er starb 2017 im Alter von 88 Jahren und wurde auf dem Friedhof in Köln-Longerich beigesetzt.